# Robert Aitken (bokförläggare)
Robert Aitken född 1734 i Dalkeith, Skottland, död 1802 i Philadelphia, Pennsylvania, USA. Amerikansk bokförläggare som var den förste som publicerade Bibeln på engelska 1782 i det då nybildade USA.